# Mika Aaltonen
Mika Aaltonen (ur. 16 listopada 1965 w Turku) – fiński piłkarz występujący na pozycji obrońcy.

## Kariera klubowa
Aaltonen zawodową karierę rozpoczynał w 1982 roku w klubie Turun Palloseura z Mestaruussarji. W 1984 roku oraz w 1986 roku wywalczył z nim wicemistrzostwo Finlandii. Przez 5 lat rozegrał tam 86 spotkań i zdobył 14 bramek. W 1987 roku podpisał kontrakt z włoskim Interem Mediolan. W styczniu 1988 roku został wypożyczony do szwajcarskiej Bellinzony, a sezon 1988/1989 spędził na wypożyczeniu w Bolonii.
W 1989 roku Aaltonen odszedł do niemieckiej Herthy Berlin z 2. Bundesligi. W tych rozgrywkach zadebiutował 29 lipca 1989 roku w wygranym 2:0 meczu z Preußen Münster. W Hercie grał przez kilka miesięcy. W tym czasie zagrał tam w 12 ligowych meczach.
W 1990 roku ponownie został graczem zespołu TPS Turku. W 1991 roku zdobył z nim Puchar Finlandii. W 1993 roku podpisał kontrakt z izraelskim Hapoelem Beer Szewa. W 1994 roku odszedł do fińskiego klubu TPV, gdzie w tym samym roku zakończył karierę.

## Kariera reprezentacyjna
W latach 1988–1994 w reprezentacji Finlandii Aaltonen rozegrał 18 spotkań i zdobył 1 bramkę.